# Saint-Charles-Borromée
Saint-Charles-Borromée är en stad (kommun av typen ville) i provinsen Québec i Kanada. Den ligger i regionen Lanaudière, i den sydöstra delen av landet, 180 km öster om huvudstaden Ottawa.